# Longo
Longo är en ort i Mexiko.   Den ligger i kommunen Tolimán och delstaten Querétaro Arteaga, i den centrala delen av landet, 180 km nordväst om huvudstaden Mexico City. Longo ligger 1 599 meter över havet och antalet invånare är 156.
Terrängen runt Longo är huvudsakligen kuperad, men åt sydost är den platt. Longo ligger nere i en dal. Runt Longo är det ganska glesbefolkat, med 28 invånare per kvadratkilometer. Närmaste större samhälle är Colón, 17,3 km sydväst om Longo. Trakten runt Longo består i huvudsak av gräsmarker.